# Liebfrauenthal
Liebfrauenthal ist ein Rehabilitationszentrum in der Gemarkung der französischen Gemeinde Gœrsdorf (deutsch Görsdorf) im Département Bas-Rhin in der Region Grand Est. Es liegt am linken, östlichen Ufer der Sauer, nordwestlich des Dorfs, an der Route départementale D 927.

## Das Zentrum
Das Zentrum hat 60 Betten und wird vom „Centre de rééducation et de réadaptation d’Alsace du Nord“ (CERRAN) betrieben und betreut insbesondere ältere Menschen nach deren Hospitalaufenthalt bis zu ihrer Rückkehr nach Hause oder in geeignete Wohnverhältnisse. Daneben befinden sich dort fünf Betten für Peritonealdialyse für Menschen mit chronischem Nierenversagen sowie vier Hospiz-Betten.

## Geschichte
Die erste urkundliche Erwähnung des Orts findet sich in den Gemeindearchiven von Gœrsdorf für das Jahr 1206, als sich dort eine Mühle befand; die Wasserrechte hatten die Herren von Lichtenberg. 1793 befand sich dort ein Zweigwerk einer Jutefabrik aus Bischwiller. Im Jahre 1891 kaufte der im Schloss Frœschwiller residierende Graf Ferdinand Albert Eckbrecht von Dürckheim-Montmartin (1854–1935), großherzoglich-badischer Kammerherr und königlich-preußischer Rittmeister, das Anwesen mit dem umliegenden Land und ließ das Wohnhaus zu einem Jagdschloss und das benachbarte Fabrikgebäude zu einem Hotel, „Luftkurhotel“ genannt, umbauen; um die Jahrhundertwende wurde es von Max Rohde betrieben, 1920 von Georg Meißner.
Im März 1949 kaufte das Versorgungswerk der Bergleute („Sécurité Sociale Minière“) der Bergbauregion Saar und Mosel das 4 ha große Gelände und ließ den Komplex in ein 1951 in Betrieb genommenes Erholungsheim („Maison de repos et de convalescence de Liebfrauenthal“) für Frauen und Witwen von Bergleuten umbauen. Mit dem drastischen Rückgang in der Zahl der Bergleute und damit deren Familien wurde schließlich eine Umwidmung erforderlich und im Jahre 2001 wurde das Heim zum Hospital umfunktioniert. Erhebliche Um- und Erweiterungsbauten erfolgten 2005/06.
Koordinaten: 48° 57′ 33″ N, 7° 45′ 31″ O